# هیساکاوا مورونوبو
هیساکاوا مورونوبو (ژاپنی: 菱川 師宣؛ ۱۶۱۸ – 	۲۵ ژوئیه ۱۶۹۴) نقاش، و تصویرگر اهل ژاپن بود.